# Deza (község)
Deza egy község Spanyolországban, Soria tartományban. Deza Fuentelmonge, Torlengua, Almazul, Quiñonería, Carabantes, Bijuesca, Torrijo de la Cañada, Cihuela és Bordalba községekkel határos. Lakosainak száma 165 fő (2024).

## Népesség
A település népessége az elmúlt években az alábbi módon változott:
| Lakosok száma | 379  | 346  | 302  | 280  | 262  | 246  | 230  | 214  | 194  | 165  |
|               | 2001 | 2004 | 2007 | 2009 | 2012 | 2014 | 2017 | 2019 | 2022 | 2024 |